# 路易吉·卡尔帕内达
路易吉·卡尔帕内达（義大利語：Luigi Carpaneda，1925年11月28日—2011年12月14日），意大利男子击剑运动员、帆船运动员。他曾获得1956年夏季奥运会男子花剑团体金牌和1960年夏季奥运会男子花剑团体银牌。 
2011年，他在米兰被一辆闯红灯的汽车撞死。